# Filchneria nuristica
Filchneria nuristica is een steenvlieg uit de familie Perlodidae. De wetenschappelijke naam van de soort is voor het eerst geldig gepubliceerd in 1950 door Brinck.